# Hartmut Ostrowski
Hartmut Ostrowski (* 25. Februar 1958 in Bielefeld) ist ein deutscher Manager und Investor. Von 2008 bis 2011 war er Vorstandsvorsitzender der Bertelsmann AG (jetzt SE & Co. KGaA). Bis Mai 2015 saß er im Aufsichtsrat des Konzerns. Zudem ist er Mitglied in mehreren Beiräten. Seit Anfang 2012 ist Ostrowski mit Aktivitäten in und Anteilen an verschiedenen Unternehmen tätig.

## Leben

### Karriere
Im Anschluss an ein Studium der Betriebswirtschaft (1977–1982) an der Universität Bielefeld begann Hartmut Ostrowski seine Karriere 1982 als Assistent der Geschäftsleitung bei der „Bertelsmann Distribution GmbH“. Dort wurde er bereits 1983 Abteilungsleiter „Debitorenmanagement“, 1986 dann Hauptabteilungsleiter. Mit 29 Jahren war er Ende 1987 Prokurist.
1988 wechselte er zur „Security Pacific Eurofinance, Inc.“ nach Frankfurt und später nach München, wo er als Geschäftsführer eine Factoring-Gesellschaft aufbaute.
Zwei Jahre später kehrte er zu Bertelsmann zurück. 1996 folgte die Berufung des Diplomkaufmanns in den Vorstand der „Bertelsmann Industrie AG“, der heutigen „arvato AG“. Im September 2002 trat der Manager die Nachfolge von Gunter Thielen an und wurde Vorstandsvorsitzender der arvato AG und Mitglied im Vorstand der Bertelsmann AG.
Am 1. Januar 2008 wurde Ostrowski als Nachfolger von Gunter Thielen Vorstandsvorsitzender des Unternehmens Bertelsmann. Im Oktober 2011 wurde bekanntgegeben, dass er aus persönlichen Gründen den Posten an Thomas Rabe übergeben werde. Im Mai 2012 wurde Ostrowski in den Bertelsmann-Aufsichtsrat gewählt, den er am 5. Mai 2015 verließ.
2012 hat Ostrowski angefangen, in Unternehmen zu investieren. Über seine Beteiligungsgesellschaft FHO Invest GmbH & Co. KG hält er Minderheitsanteile u. a. an Toptranslation (Online-Fachübersetzer), Talents’ Friends (Dienstleister zur Gründung von Start-ups), AddApptr (Vermarktung und Optimierung von Werbeflächen in Apps), Future of Work Solutions (Online-Vermittlung von Handwerkern ins Ausland), sowie an Blue Biolabs (Bakterielle Wasseranalysen). Außerdem ist er Gesellschafter der 3BO GmbH, die Anteile an der Stadiongesellschaft von Arminia Bielefeld hält.

### Privates
Ostrowski ist verheiratet und hat zwei Kinder. Die Familie lebt in Bielefeld.

## Mandate
- Vorsitzender des Aufsichtsrats und Mitglied des Wirtschaftsrats von Arminia Bielefeld
- Vorsitzender des Beirats von Egeplast
- Mitglied des Verwaltungsrats der Nagel-Group und Nagel Deutschland
- Mitglied des Stiftungsrats der Wortmann Stiftung
- Mitglied des Beirats der Gundlach Holding
- Mitglied des Beirats von Nobilia
- Mitglied des Beirats der Globus Holding

## Engagement
Ostrowski ist ehemaliger Fußballspieler, langjähriger Förderer und seit 2006 zweiter Vorsitzender des Bielefelder Fußballvereins TuS Dornberg. Er war 2005 maßgeblich an der Finanzierung des Kunstrasenplatzes am Sportplatz Mühlenbrink in Dornberg beteiligt. 2008 unterstützte Ostrowski das Jugend-Fußballprojekt „Kicken im Team“ der Sportjugend NRW im Gütersloher Stadtteil Blankenhagen. 2010 übernahm er gemeinsam mit seiner Frau Dagmar die geplante Sportstättennutzungsgebühr der Stadt Gütersloh in Höhe von 50.000 Euro für die Vereine. Seit 2018 fördert Ostrowski das Projekt „Save Kids - Kein Kind darf ertrinken!“ der Bürgerstiftung Bielefeld. Für sein Engagement in der breitensportlichen Vereinsarbeit wurde ihm am 28. Januar 2012 die Ehrenmedaille des Landessportbundes NRW verliehen.
Im August 2010 unterzeichneten Ostrowski und etwa 40 andere Prominente den Energiepolitischen Appell für eine Laufzeitverlängerung deutscher Kernkraftwerke.